# 工人革命党 (阿根廷)
工人革命党（西班牙語：Partido Revolucionario de los Trabajadores，缩写为PRT）是阿根廷历史上的一个极左翼政党。该党成立于1965年，由革命和人民印第安美洲阵线（农村革命组织）和工人言论（托洛茨基主义政党）合并而成。1968年，该党加入第四国际，成为第四国际阿根廷支部。1970年7月30日，创建武装组织人民革命军。1973年，该党退出第四国际。1976年，阿根廷军事独裁政权发动肮脏战争，镇压工人革命党和人民革命军；同年7月，该党的主要领导人马里奥·罗伯托·桑图乔被阿根廷政府军杀死。1977年后，该党基本停止活动 。1980年，该党解散。
该党的意识形态是共产主义、马克思列宁主义、格瓦拉主义，另有少数党员信仰托洛茨基主义。该党的秘书长是马里奥·罗伯托·桑图乔。该党出版报纸《战斗者》。